# Le Tartuffe (film, 1984)
Pour les articles homonymes, voir Tartuffe (homonymie).
Pour plus de détails, voir Fiche technique et Distribution.
Le Tartuffe est un film français réalisé par Gérard Depardieu.
Ce film, adapté de la pièce Le Tartuffe ou l'Imposteur de Molière, est le premier réalisé par Gérard Depardieu.

## Fiche technique
- Titre : Le Tartuffe de Molière
- Réalisation : Gérard Depardieu
- Production : Margaret Menegoz pour Les Films du Losange, DD Productions, Gaumont International, T.F.1 Films Productions
- Mise en scène de : Jacques Lassalle
- Image : Pascal Marti
- Costume : François Barbeau
- Décor : Yannis Kokkos
- Maquillage : Michel Deruelle
- Coiffure : Gabriel Pelardy
- Son : Bernard Aubouy
- Montage et collaboration à la réalisation : Hélène Viard
- Date de sortie : 5 septembre 1984
- Format : Couleurs - 1,66:1 - son monophonique - 35 mm
- Genre : comédie dramatique
- Durée : 140 minutes (2 h 20)

## Distribution
- Gérard Depardieu : Tartuffe
- François Périer : Orgon
- Yveline Ailhaud : Dorine
- Paule Annen : Madame Pernelle
- Paul Bru : un exempt
- Élisabeth Depardieu : Elmire
- Dominique Ducos : Flipote
- Noureddine El Ati : Laurent
- Bernard Freyd : Cléante
- Hélène Lapiower : Marianne
- Jean-Marc Roulot : Valère
- Jean Schmitt : Monsieur Loyal
- André Wilms : Damis